# 今井友理恵
今井 友理恵（いまい ゆりえ、1993年11月24日 - ）は、フリーアナウンサー。

## 来歴・人物
岩手県盛岡市出身。岩手県立盛岡第一高等学校、慶應義塾大学法学部政治学科を卒業後、2016年に石川テレビに入社。
学生時代には放送サークルに所属。
2015年には東京湾納涼船のキャンパスDJを担当。また、フジテレビアナウンストレーニング講座アナトレにてアナウンス技術の授業を受けていた。
後述する2020年に出演した番組内での言動が物議を醸し、視聴者からの苦情が殺到したため、謝罪に追い込まれた。
2021年3月をもって石川テレビを退社。退社以降はPR企業に勤務し、兼任でフリーアナウンサーの活動もしている。
プラスプラス所属。

## さんまのFNSアナウンサー全国一斉点検2020出演時のエピソード
2020年4月18日に放送されたさんまのFNSアナウンサー全国一斉点検2020で今井が「石川愛にビジネス臭がするアナウンサー・・・やばくない!?」と紹介され、同席した稲垣真一も「彼女はいつもテレビで石川のこと愛してる愛してるって言うわりにどう考えてもビジネス臭がする、その石川愛にどうしてもビジネスっぽさを感じてしまって」と触れられた。今井が必死で否定するも（岩手県出身のため）「だから元々石川はふるさとじゃ無いんです。そもそも」と言い返した。その後VTRのニセロケを通じて検証した結果、石川の方にはあまり触れられず、（大学生時代に在住歴のある）東京の方にほぼ関心してしまう様子が流れた。また、明石家さんまからは「もし東京のフジ（フジテレビ）から途中入社で来いよって言われたら」と触れられ、今井も「そんなありがたいお話があるならね。」と発言した。このような事が発生してしまったため、今井が視聴者へ前述の謝罪に至った。

## 担当番組

### ラジオ
- YOKOHAMA My Choice!（2024年4月 - 、FMヨコハマ）[7]
- ダイバーシティニュース（2023年8月 - 、LuckyFM茨城放送）

### 過去の担当番組

#### 学生時代
- BEAT PLANET（J-WAVE、2015年7月1日）

#### 石川テレビ
- 石川さん情報Live リフレッシュ
- リフレッシュぷらす
- N-18 凸
- 石川さん みんなのニュース
- 石川さん プライムニュース
- 石川さん Live News イット!
- 北陸中日新聞テレビ日曜夕刊
- 北陸中日新聞ニュース
- 石川さん こんやのニュース
- 土曜プレミアム・さんまのFNSアナウンサー全国一斉点検2020（フジテレビ、2020年4月18日）